# Рехтенштайн
Рехтенштайн (нім. Rechtenstein) — громада в Німеччині, знаходиться в землі Баден-Вюртемберг. Підпорядковується адміністративному округу Тюбінген. Входить до складу району Альб-Дунай.
Площа — 3,77 км2. Населення становить 291 ос. (станом на 31 грудня 2020).